# Respuesta lenta del vértex
La respuesta  lenta de vértex (también llamada SVR por sus siglas en inglés, o también potencial V ) es una señal electroquímica asociada con registros electrofisiológicos del sistema auditivo, específicamente los potenciales evocados auditivos (PEA). La SVR de un ser humano normal registrada con electrodos de superficie se puede encontrar al final de una forma de onda AEP registrada entre las latencias 50-500ms. La detección de SVR se utiliza para estimar los umbrales de las vías auditivas.